# عملية بريحا
عملية بريحا أو بريها (بالعبرية: מבצעי פריחה) أي عمليات (الإزهار) كانت سلسلة من الغارات التي نفذتها القوات الجوية الإسرائيلية خلال حرب الاستنزاف. ما بين يناير وأبريل 1970، تألفت من 118 طلعة جوية ضد أهداف في العمق المصري. وقد نفذت طائرات الفانتوم التي كانت تعمل في ذلك الوقت في السرب 201 المعروف باسم «الواحد» والسرب 69 المعروف باسم «المطارق»، هذه الضربات بشكل حصري تقريباً. وعلى الرغم من نجاح العملية تكتيكياً، فإنها فشلت في تحقيق هدفها المتمثل في الضغط على القيادة المصرية لقبول وقف إطلاق النار.

## خلفية تاريخية
مقالة مفصلة: حرب الاستنزاف
بحلول نهاية عام 1969 كانت إسرائيل قد حققت هيمنتها الجوية في معركتها مع الدفاع الجوي المصري على طول قناة السويس. غير أن إسرائيل لم تكن قادرة على ترجمة إنجازاتها العسكرية إلى مكاسب دبلوماسية وبذلك استمرت الحرب. ولأجل زيادة تكلفة الحرب على مصر الساعية لاستمرار الحرب وإجبارها على قبول وقف إطلاق النار، قررت الحكومة الإسرائيلية نقل الحرب إلى عمق الأراضي المصرية. بحيث تجرى هذه الضربات على مرأى ومسمع من الشعب المصري، على بعد 100 ميل من نطاق قناة السويس. كانت إسرائيل تعتقد أن الضغط العام المتصاعد سيؤدي إلى إجبار الرئيس جمال عبد الناصر على السعي لوقف إطلاق النار.

## العمليات
| اسم العملية | التاريخ         | السرب    | المكان                                  | الهدف |
| ----------- | --------------- | -------- | --------------------------------------- | --- |
| بريحا 1     | 7 يناير 1970    | 69 و201  | حلوان والقاهرة                          | طائرتان فانتوم من السرب 201 استهدفتا مدرسة تشغيل سام-2 بحلوان، بينما استهدف زوج من السرب 69 ثكنات قيادة الجيش بالقرب من القاهرة. |
| بريحا 2     | 13 يناير 1970   | 115 و109 | الدلتا، السويس والتل الكبير             | أربع طائرات سكاي هوك من السرب 115 هاجمت معسكراً للجيش المصري في منطقة الدلتا، وضربت أربعة أخريات ثكنات الجيش بالقرب من مدينة السويس، بينما هاجمت اثنتان من السرب 109 ثكنات الجيش بالقرب من التل الكبير وقصفت طائرتا فانتوم من السرب 201 معسكراً للإشارة. |
| بريحا 3     | 18 يناير 1970   | 69 و201  | شمال حلوان وغرب القاهرة                 | طائرتان فانتوم من السرب 201 استهدفتا مصنع ذخيرة بجبل حوف، شمال حلوان، بينما استهدف زوج من السرب 69 مستودع للذخيرة على بعد 10 كم غرب القاهرة. |
| بريحا 4     | 23 يناير 1970   | 201      | غرب القاهرة                             | طائرتان فانتوم من السرب 201 تستهدف نفس مستودع الذخيرة الذي قُصفّ من قبل على بعد 10 كم غرب القاهرة. |
| بريحا 5     | 28 يناير 1970   | 69 و201  | دهشور وجنوب شرق القاهرة                 | زوجان من طائرات الفانتوم (السرب 201 و69) تستهدف قواعد الصواريخ في دهشور جنوب القاهرة، زوج آخر من السرب 69 يهاجم قاعدة للجيش على بعد 5 كم جنوب شرق القاهرة. |
| بريحا 6     | 2 فبراير 1970   | 69 و201  | أسيوط وبلطيم                            | هاجم زوج من طائرات فانتوم التابعة للسرب 201 قواعد الجيش المصري بالقرب من أسيوط، في صعيد مصر. انطلقت عدة طائرات ميج لاعتراض المُغيرات الإسرائيلية ولكنها كانت بعيدة جداً عن منطقة التدخل. بينما هاجم زوج من السرب 69 محطة رادار بي-12 في بلطيم. |
| بريحا 7     | 6 فبراير 1970   | 69 و201  | دير الجنادلة والتل الكبير               | هاجم زوج من طائرات فانتوم التابعة للسرب 201 ثكنات للجيش في دير الجنادلة بأسيوط. كما عاود زوج من السرب 69 مهاجمة التل الكبير في منطقة الدلتا. |
| بريحا 8     | 8 فبراير 1970   | 69 و201  | حلوان وإنشاص                            | هاجم زوج من طائرات فانتوم التابعة للسرب 69 قاعدة للكوماندوز البحري، بينما هاجم زوج من السرب 69 مستودعات للجيش بالقرب من حلون. انطلقت طائرتان ميج من مطار إنشاص القريب لاعتراض الطائرات المغيرة لكنهما أُسقطتا، واحدة أسقطتها طائرة فانتوم والأخرى أسقطتها طائرة ميراج من السرب 119 اندفعت إلى المشهد. |
| بريحا 9     | 12 فبراير 1970  | 69 و201  | السويس، القليوبية، الجيزة، والإسماعيلية | هاجم زوج من طائرات فانتوم التابعة للسرب 201 منشآت الرادار في جبل عوبيد، بينما بُعثّ زوج من السرب 69 لمهاجمة قواعد الجيش في الخانكة. لكنهما استهدفا مصنع أبو زعبل (نتيحة خطأ في تحديد المواقع المستهدفة كما ادعت إسرائيل) وتسبب القصف في قتل 70 عاملاً مصرياً. أبلغ وزير الدفاع الإسرائيلي موشيه ديان السلطات المصرية، عبر الصليب الأحمر، بوجود قنبلة زمنية في الموقع المستهدف، بعدها حظرت الحكومة الإسرائيلية توجيه ضربات ضد أهداف تتعدى نطاق 20 كم من وسط القاهرة. في وقت لاحق من نفس اليوم، استهدف زوج فانتوم من السرب 201 قواعد الجيش في دهشور مجدداً، في حين دمر زوج من السرب 69 منشأة رادار في أبو صوير. |
| بريحا 10    | 17 فبراير 1970  | 201      | دهشور                                   | استهدف زوج من طائرات فانتوم التابعة للسرب 201 بطارية سام-2 بالقرب من دهشور. |
| بريحا 11    | 26 فبراير 1970  | 69 و201  | غرب القاهرة والدلتا                     | استهدف زوج من طائرات فانتوم التابعة للسرب 201 بطارية سام-2 ومنشأة تدريب قرب قاعدة غرب القاهرة الجوية. اندفعت طائرات ميج-21 لاعتراض الطائرات المغيرة، لكنها أوقفت هجومها عندما وصلت طائرات ميراج إسرائيلية إلى المكان. وفي وقت لاحق من نفس اليوم، هاجم زوج فانتوم من السرب 69 بطارية سام أخرى في الدلتا واعترضتهم طائرات الميج مرة أخرى. انسحب الزوج المهاجم، لكن زوج الفانتوم من السرب 201 وأربعة طائرات ميراج من السرب 119 الذين كانوا في طلعة قريبة توجهوا إلى الطائرات المصرية الاعتراضية. حيث أسقطت طائرات الميراج ثلاث طائرات منهم دون خسارة إسرائيلية، بينما تزعم مصر تدمير ثلاث طائرات اسرائيلية. |
| بريحا 12    | 6 مارس 1970     | 69 و201  | الدقهلية ودمياط                         | استهدف زوجان من طائرات الفانتوم من السرب 201 و69، بطارية سام-2 بالقرب من المنصورة ومحطة رادار بالقرب من دمياط. |
| بريحا 13    | 13 مارس 1970    | 201      | السويس                                  | استهدف زوج من طائرات فانتوم التابعة للسرب 201 محطة رادار بالقرب من عوبيد. |
| بريحا 14    | 18/17 مارس 1970 | 69 و201  | التل الكبير وحلوان                      | كان من المفترض استهداف السربين لمواقع في التل الكبير وحلوان لكن العملية أُلغيت. |
| بريحا 15    | 23 مارس 1970    | 69       | دمياط                                   | استهدف زوجان من طائرات الفانتوم من السرب 69 محطة رادار بالقرب من بلطيم. |
| بريحا 16    | 26 مارس 1970    | 69       | الشرقية                                 | استهدف زوج من طائرات فانتوم التابعة للسرب 69 موقع سام بالقرب من القصاصين. |
| بريحا 17    | 31 مارس 1970    | 69 و201  | الدقهلية                                | هاجمت أربع طائرات فانتوم من السرب 201 وطائرة فانتوم وحيدة من السرب 69 مواقع سام بالقرب من المنصورة. |
| بريحا 18    | 3 أبريل 1970    | 69       | الدقهلية                                | هاجمت أربع طائرات فانتوم من السرب 69 مواقع سام مجدداً بالقرب من المنصورة. |
| بريحا 19    | 8 أبريل 1970    | 201      | الشرقية                                 | استهدفت أربع طائرات فانتوم تابعة للسرب 201 مدرسة بحر البقر الإبتدائية، مما أسفر عن مقتل 30 طفلاً. ادعت إسرائيل أن الهدف كان مقراً للجيش المصري. |
| بريحا 20    | 10 أبريل 1970   | 201      | وادي زور                                | كان من المفترض أن تكون هذه العملية جزء من "بريحا 19". استهدف زوج من طائرات فانتوم التابعة للسرب 201 منشأة رادار في وادي زور. |
| بريحا 21    | 13 أبريل 1970   | 69 و201  | الدقهلية ووادي زور                      | استهدف زوج من طائرات فانتوم التابعة للسرب 69 مواقع سام بالقرب من المنزلة بينما عاود زوج من السرب 201 مهاجمة مواقع الرادار في وادي زور. |

## النتيجة
دفع الوجود المتزايد للسوفيت في مصر وزيادة احتمال المواجهة معهم، الحكومة الإسرائيلية إلى إلغاء عمليات بريحا. وعلى الرغم من إلحاق أضرار كبيرة في مصر، إلا أن النتيجة الوحيدة لحملة القصف كانت حشد المصريين خلف قيادتهم. بدلاً من إرغام مصر على الجلوس على طاولة المفاوضات، بحيث كان تأثير العملية معاكس تماماً. ونتيجة شعوره بالإذلال والغضب، لجأ عبد الناصر إلى موسكو للحصول على مزيد من الدعم والأسلحة، مما أدى ألى زيادة تدخل الاتحاد السوفييتي في الصراع. وبدلاً من تسهيل وقف إطلاق النار، أدت عمليات بريحا إلى مزيد من التوترات والتصعيد في حرب الاستنزاف.
يشير إسحاق رابين، في مذكراته والذي كان سفير إسرائيل لدى الولايات المتحدة في ذلك الوقت، بأنه حث الحكومة الإسرائيلية على الشروع في عملية بريحا والاعتماد على الضربات داخل مصر لتقوية موقف الولايات المتحدة في مفاوضاتها مع السوفييت. ويكتب: «من الآن فصاعداً، كانت الإدارة الأمريكية تتخلص تدريجياً من الشعور المحبط بأنها كانت تدعم الجانب الخاسر في الشرق الأوسط».